# Опера на Булевару
Опера на Булевару била је прва приватна опера и први оперски театар уопште у Београду. Водили су је оперски певач Жарко Савић и његова супруга Султана Цијукова-Савић од децембра 1909. до јануара 1911. године. Иако је постојала веома кратко, свега две полусезоне, уз знатну подршку публике остварили су више од 300 оперских и оперетских представа. Опера се налазила у данашњој згради биоскопа „Балкан“.
Опркос кратком трајању, нешто више од годину дана, оснивање Опере на Булевару одиграло је веома важну улогу за афирмацију оперске уметности у Србији.

## Оснивање опере
Оснивање београдске опере Била је вишедеценијска жеља Жарка Савића. Како код управо постављеног управника Народног позоришта Милана Грола, па и самих музичара није наишао на разумевање, сам је ступио у преговоре са Браниславом Нушићем. Склопио је петогодишњи уговор са управом Трговачког удружења и постао заступник тадашњег хотела „Булевар”, касније чувеног биоскопа „Балкан“. Отварањем опере дотадашњи хотел Балкан постао је познат као „хотел Опера”. Уговором се обавезао да ће се „у старом здању учинити знатне поправке, између осталог, подигнуће се и угодне ложе и галерије, бифе и гардероба”. Одмах по склапању уговора брачни пар Савић приступио је састављању хора и оркестра.

## Рад опере
Намера Савића била је да се у Опери на Булевару уз оперу негује и оперета, а да се посебна пажња посвети оригиналним остварењима српских аутора. Ангажовали су диригента, најбоље београдске глумце-певаче, мали хор и оркестар. У све то улгали су сопствени новац.
Иако им београдска штампа није била наклоњена, публика јесте, па су успели за само две полусезоне да остваре више од 300 оперских и оперетских представа. Због нагомиланих финансијских проблема Жарко Савић је био приморан да у јануару 1911. године обустави даљи рад Опере на булевару.

### Део репертоара Опере на Булевару
- Продана невеста Беџиха Сметане,
- Барон Тренк Срећка Албинија,
- Женидба Милоша Обилића Петра Коњовића,
- Зрињски Ивана Зајца,
- На уранку Станислава Биничког,
- Кавалерија рустикана Пиетра Маскањија,
- Пајаци Руђера Леонкавала и бројна друга оперска и оперетска дела